# Biserica de lemn din Dumbrava, Lăpuș

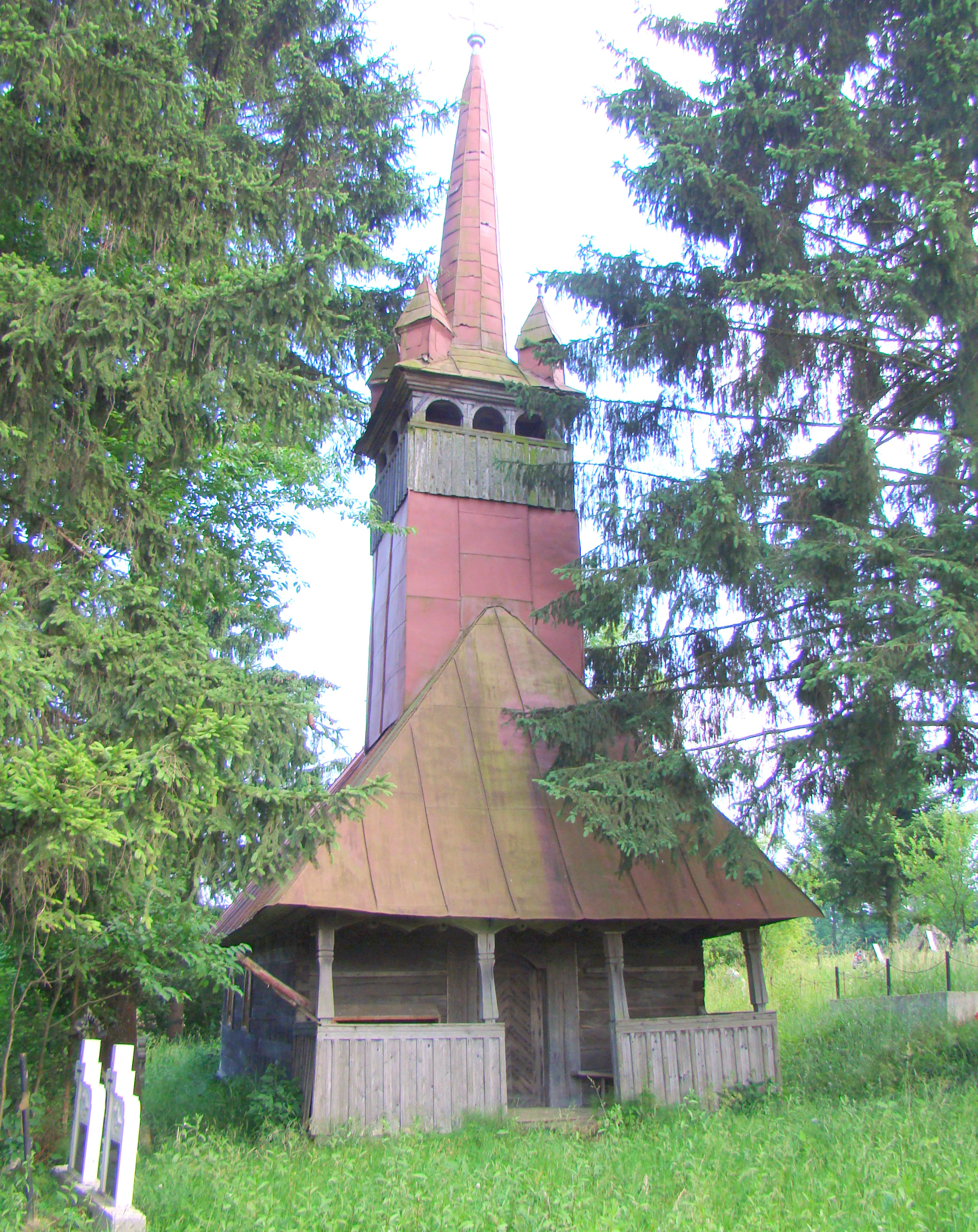
Biserica de lemn din satul Dumbrava,
oraș Târgu Lăpuș, județul Maramureș, foto: iunie 2009.

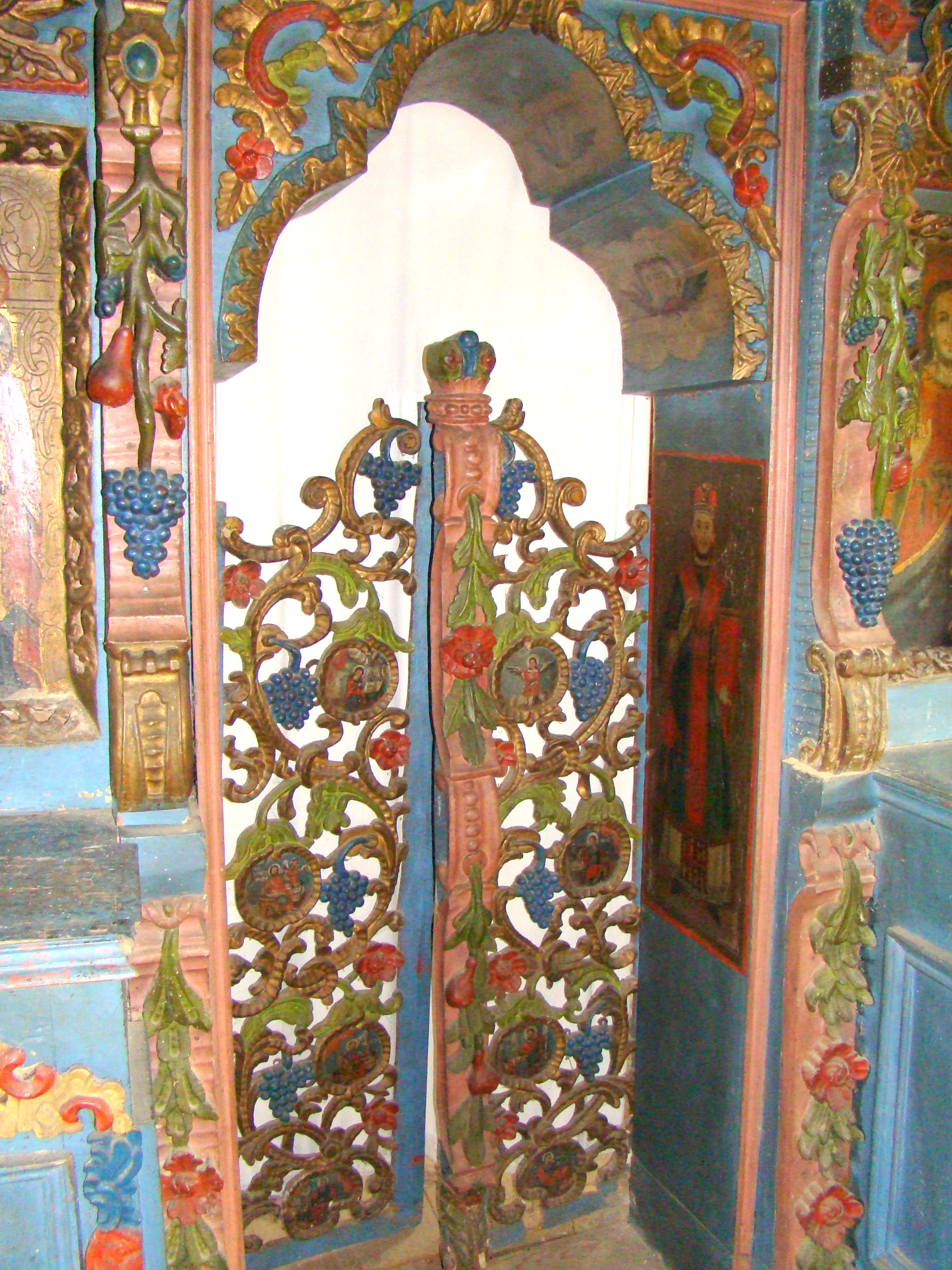
Ușile împărătești

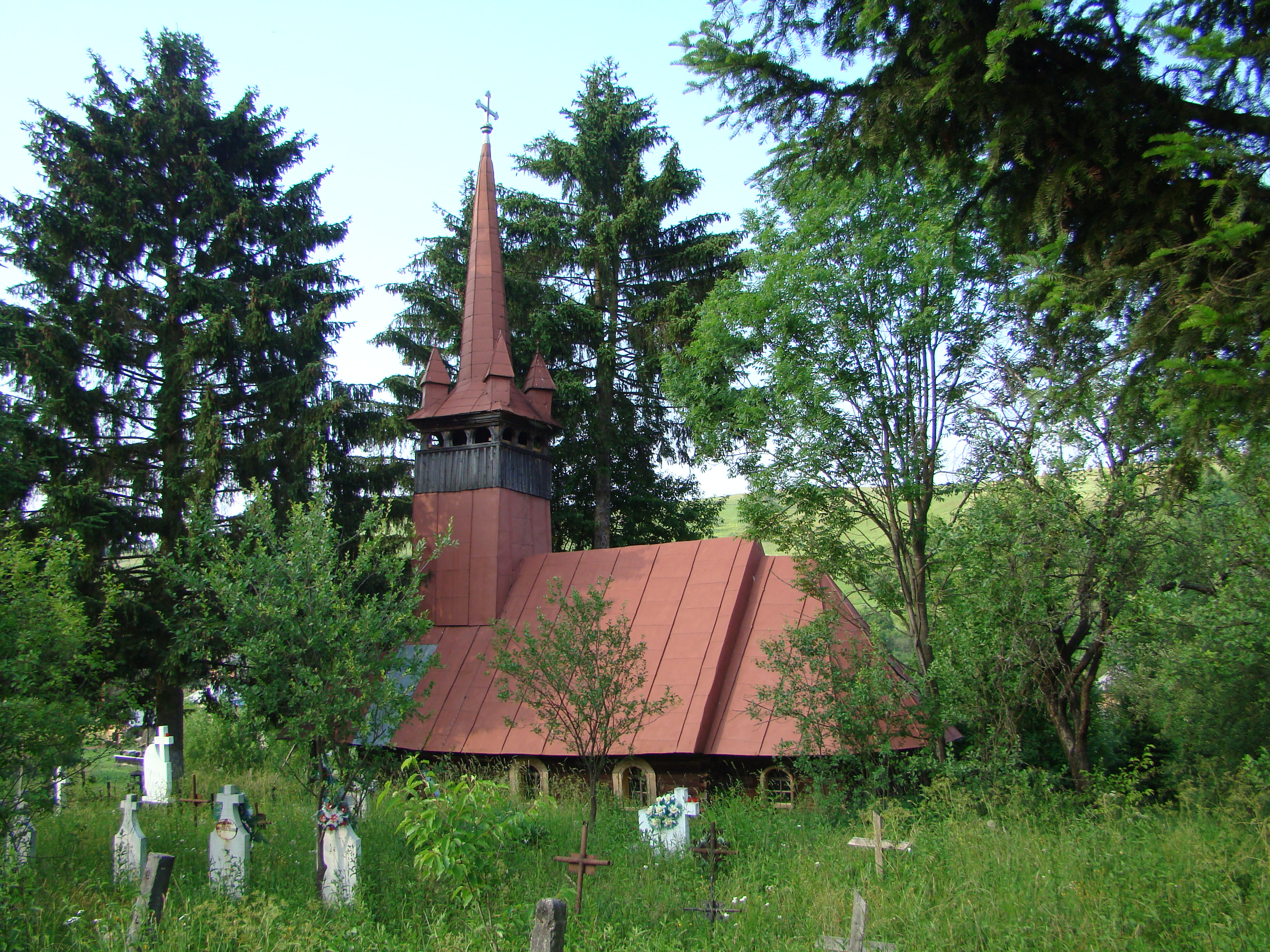
Biserica (sud-est)

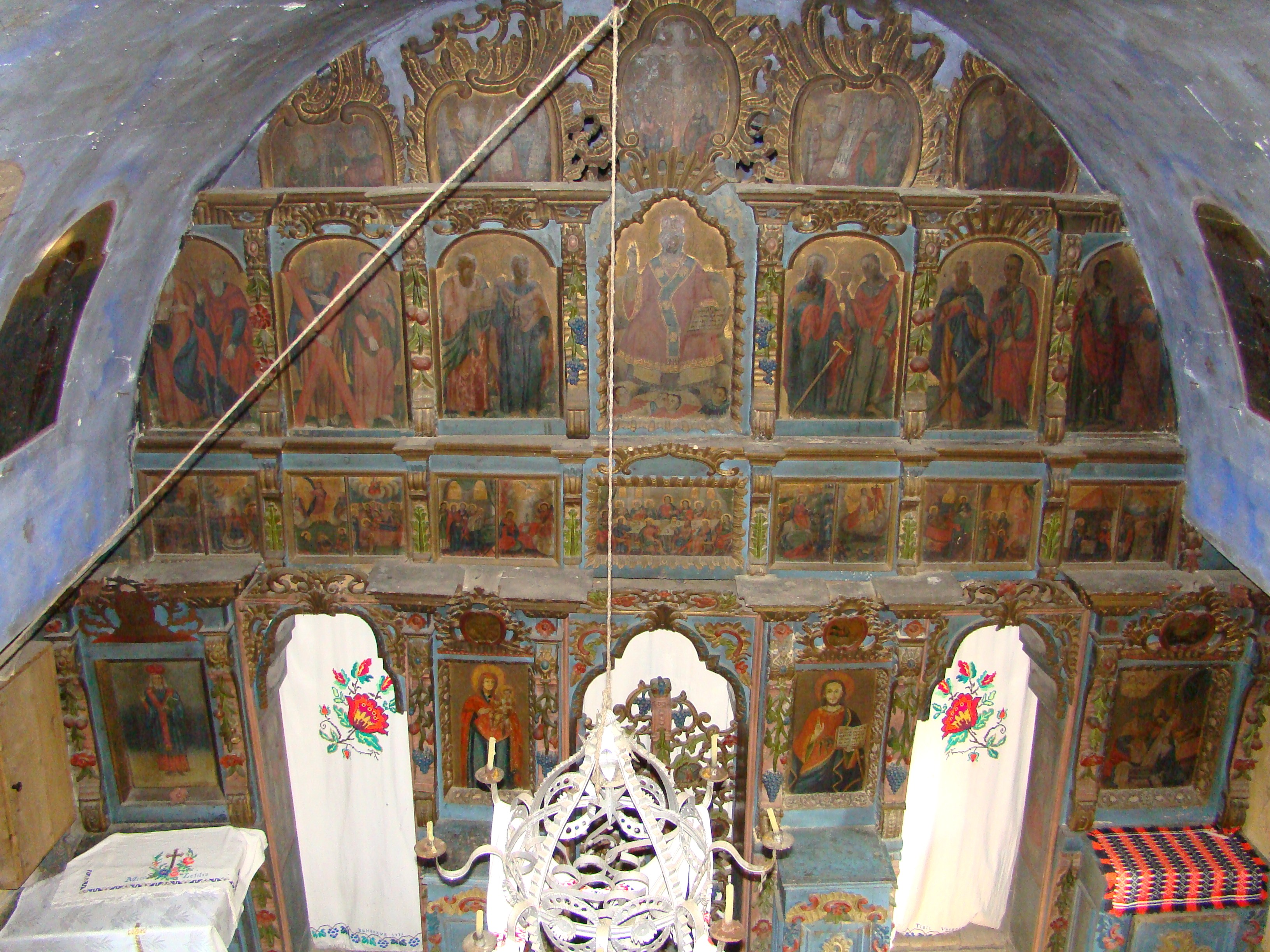
Iconostasul, văzut din corul bisericii

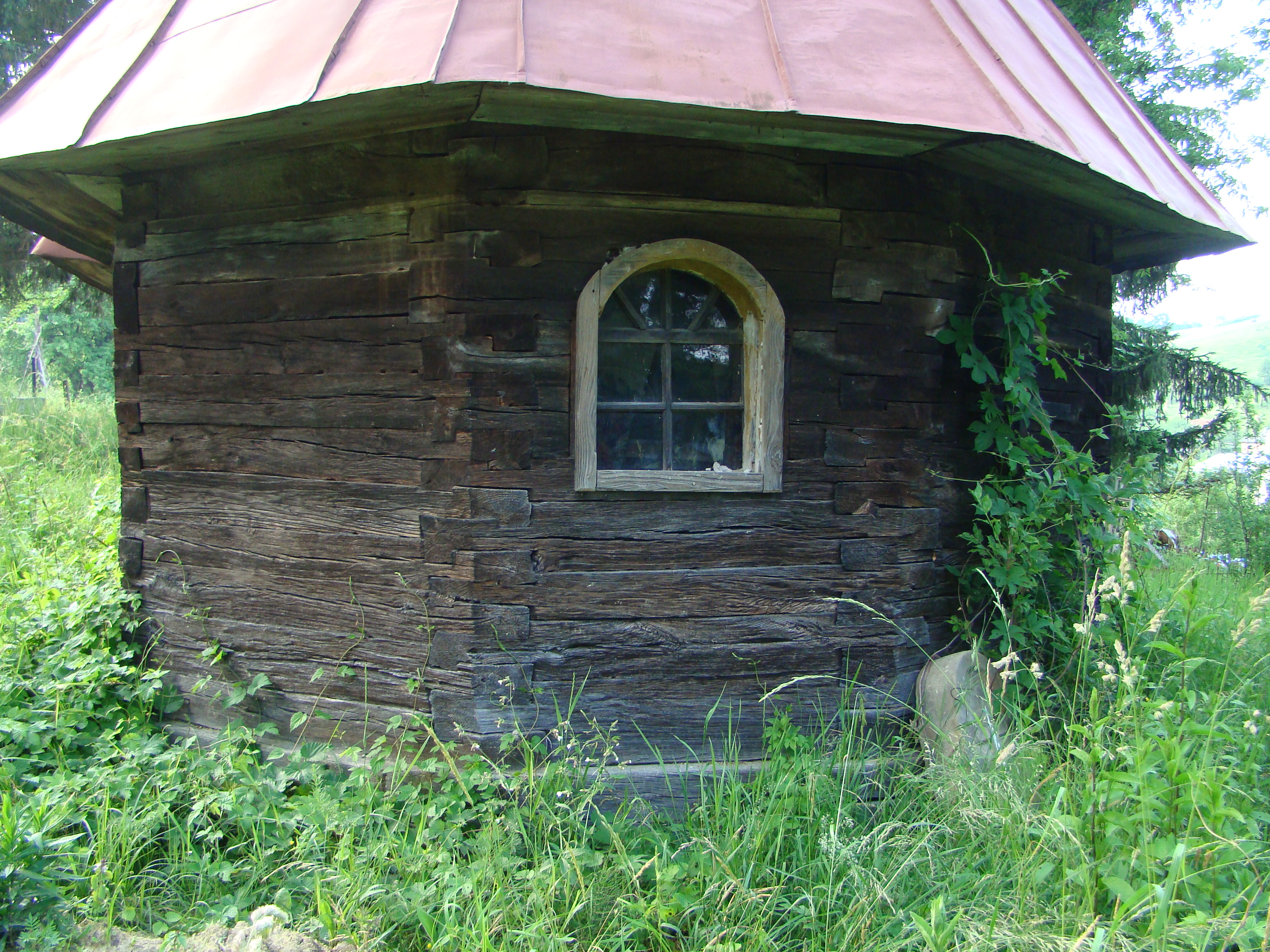
Absida altarului

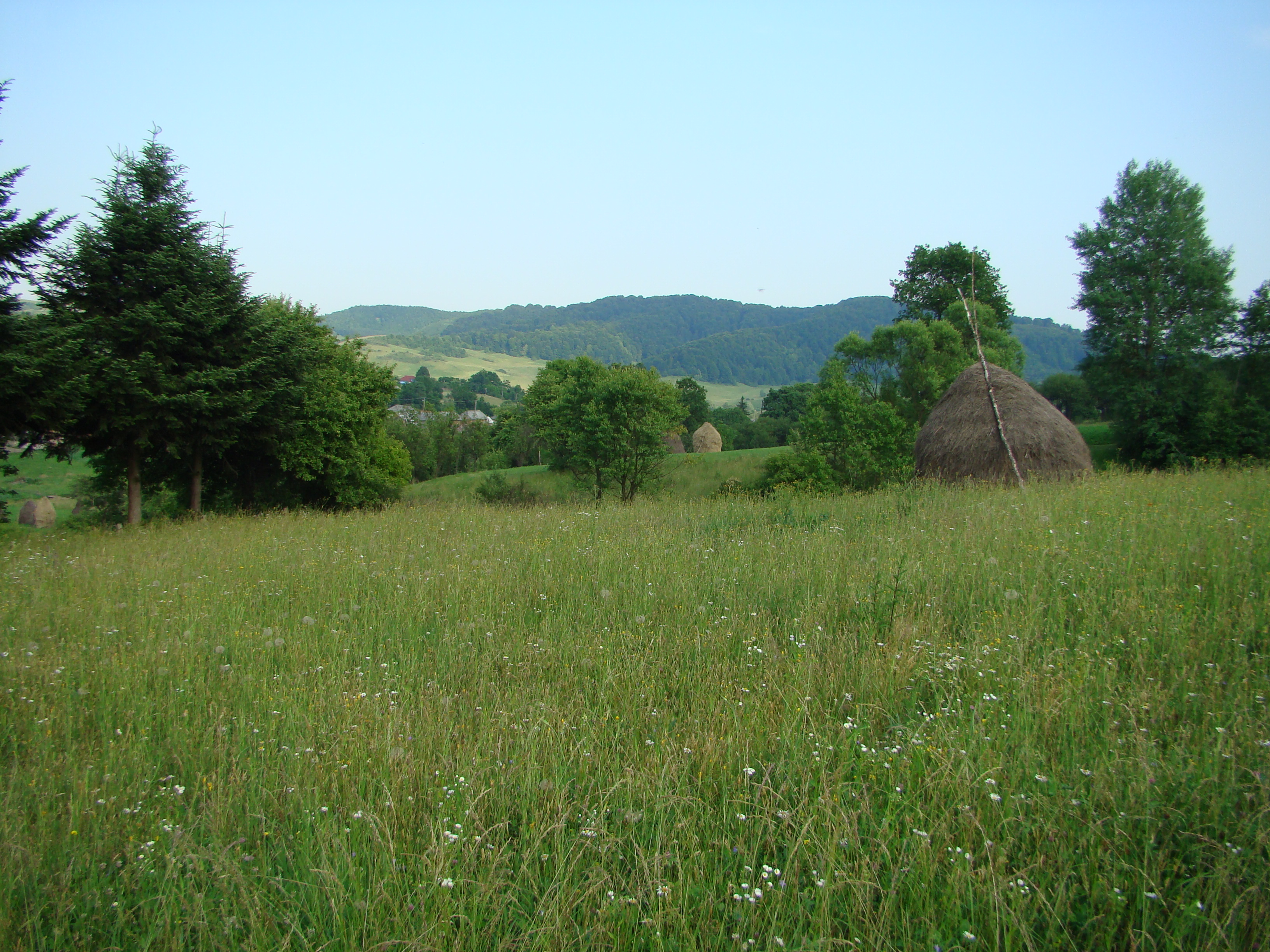
Împrejurimi

Biserica de lemn din Dumbrava, oraș Târgu Lăpuș, județul Maramureș, datează probabil din sec.XVIII. Are hramul „Sfinții Arhangheli Mihail și Gavriil” (8 Noiembrie). Figurează pe lista monumentelor istorice, cod LMI MM-II-m-B-04571.

## Istoric și trăsături
Localitatea Dumbrava este așezată sub Șatra Pintii, la 4 kilometri nord de Târgu Lăpuș, pe Valea Dobricului. Biserica de lemn „Sfinții Arhangheli Mihail și Gavriil” este o biserică „călătoare”, fiind adusă din satul Cărbunari (comuna Dumbrăvița) și așezată pe o colină în Dumbrava, în partea vestică a satului. 
Planimetria  respectă structura specifică bisericilor de lemn din zona Lăpușului, respectiv pridvor, pronaos, naos și altar. Biserica este construită din bârne de stejar, pe fundație de piatră, învelitoarea fiind din tablă. 
Interiorul bisericii este tencuit și zugrăvit. Iconostasul, realizat în stilul barocului târziu (secolul XVIII), are valoare de unicat, atât prin încărcătura artistică, cât și prin elementele și motivele decorative originale, singulare în zonă.

## Imagini din exterior

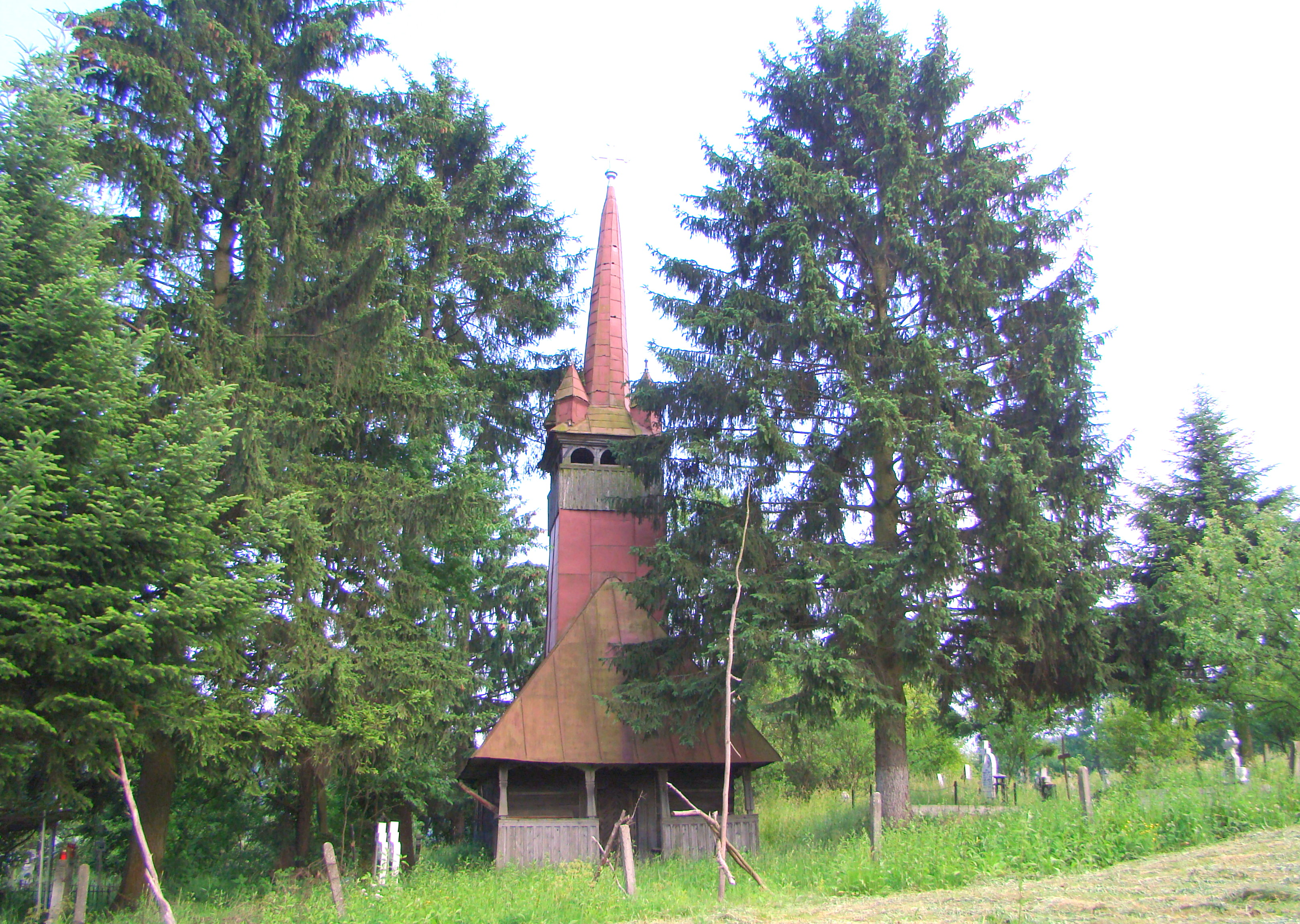
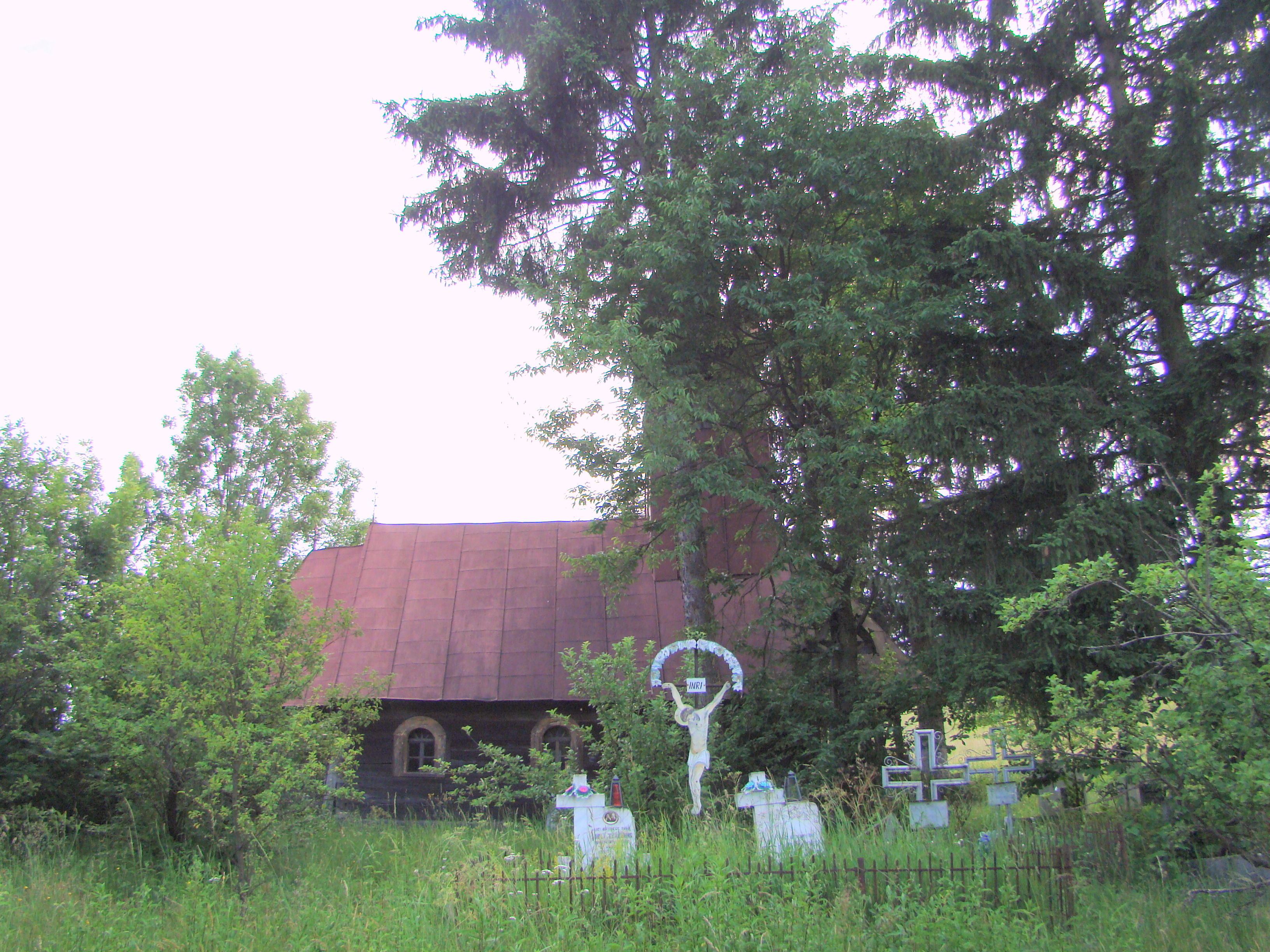
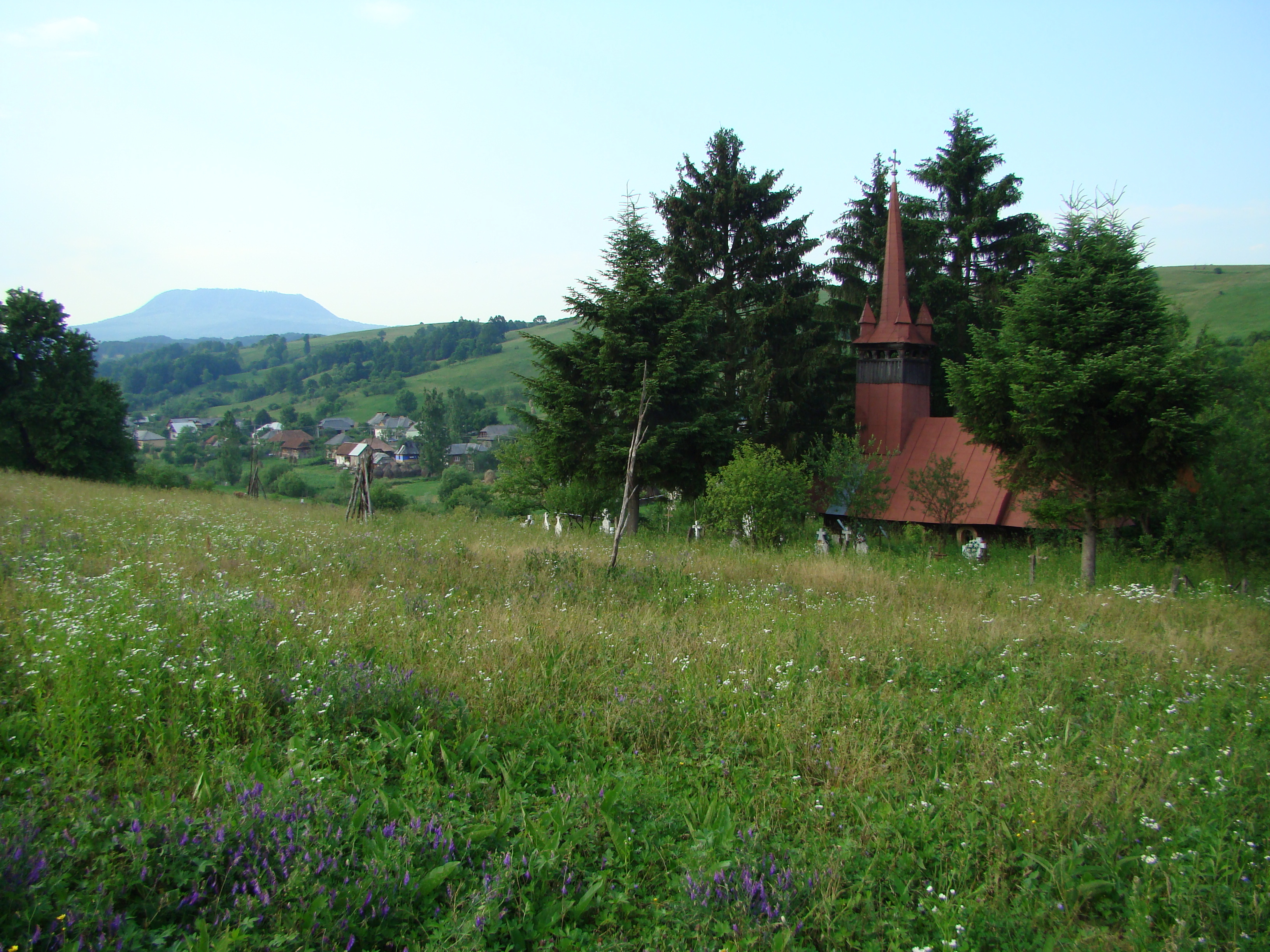
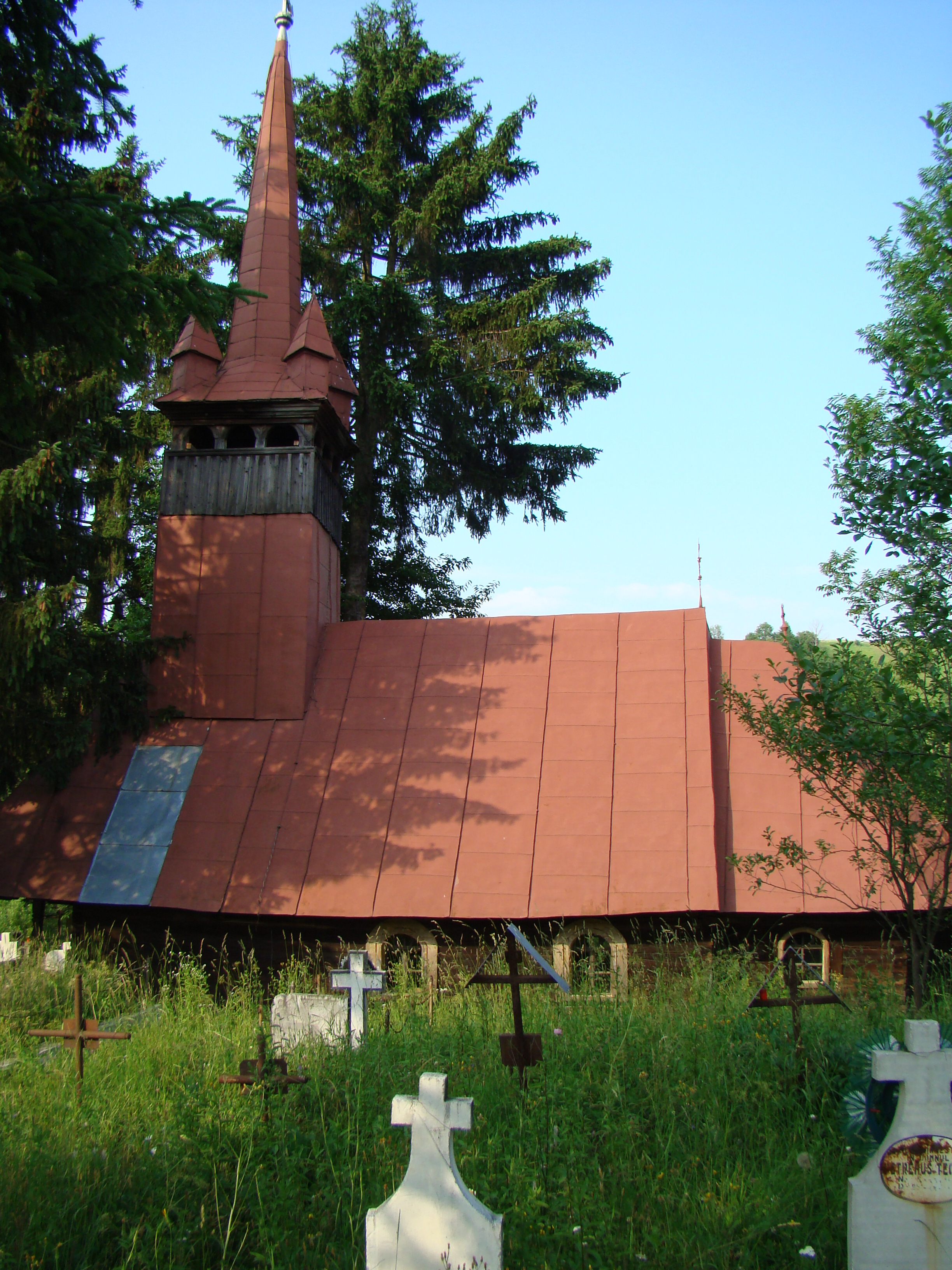
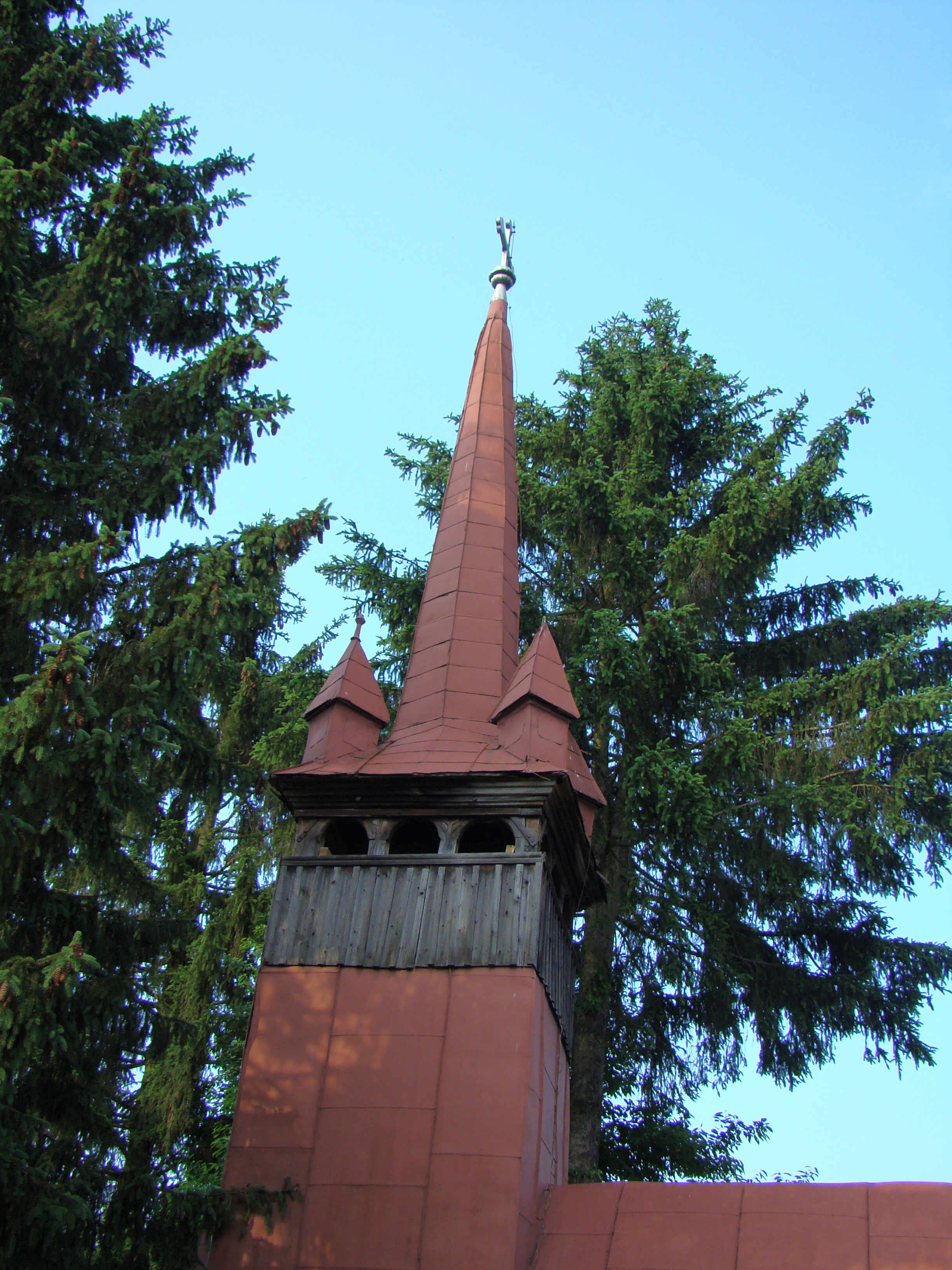
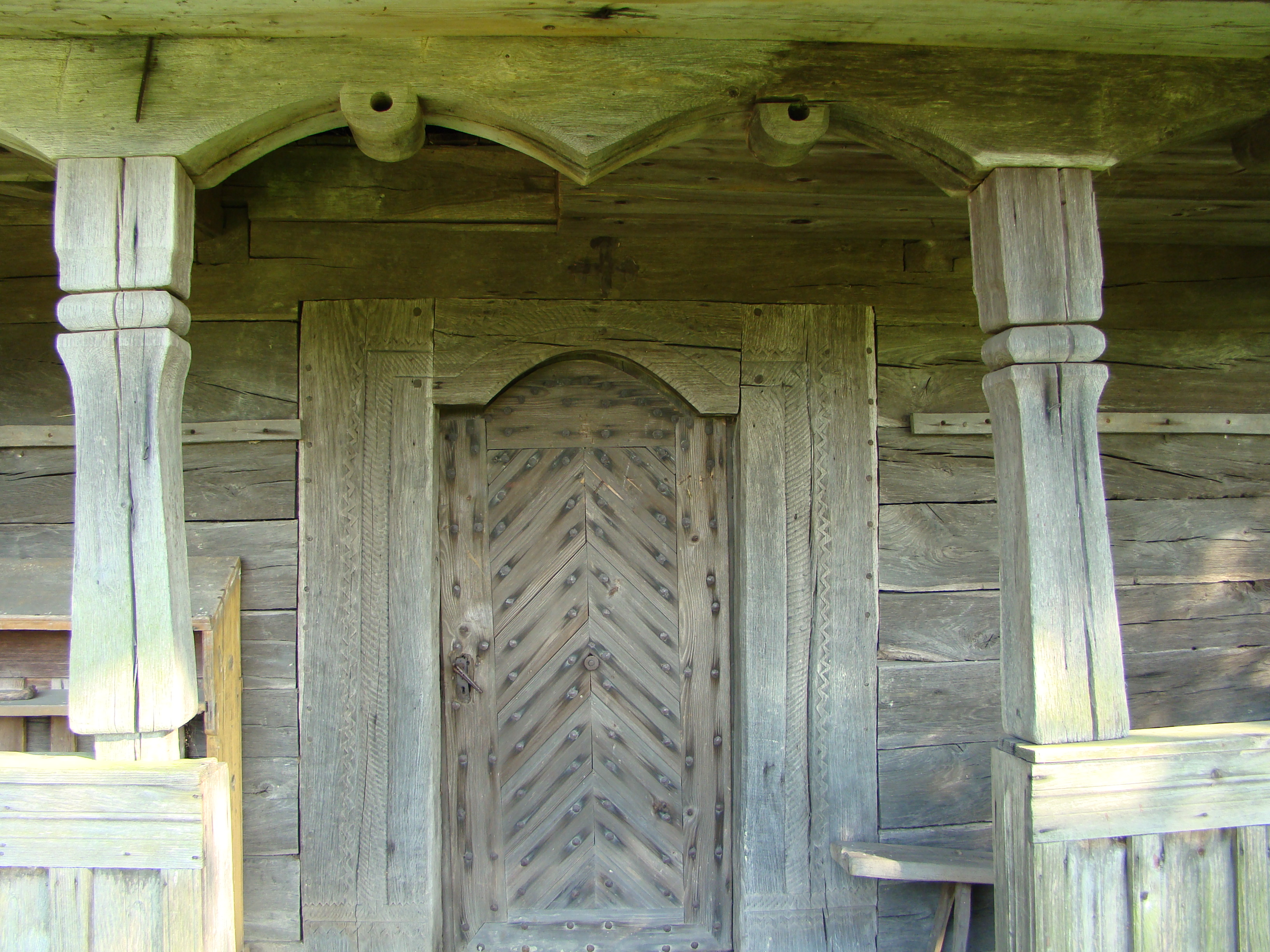
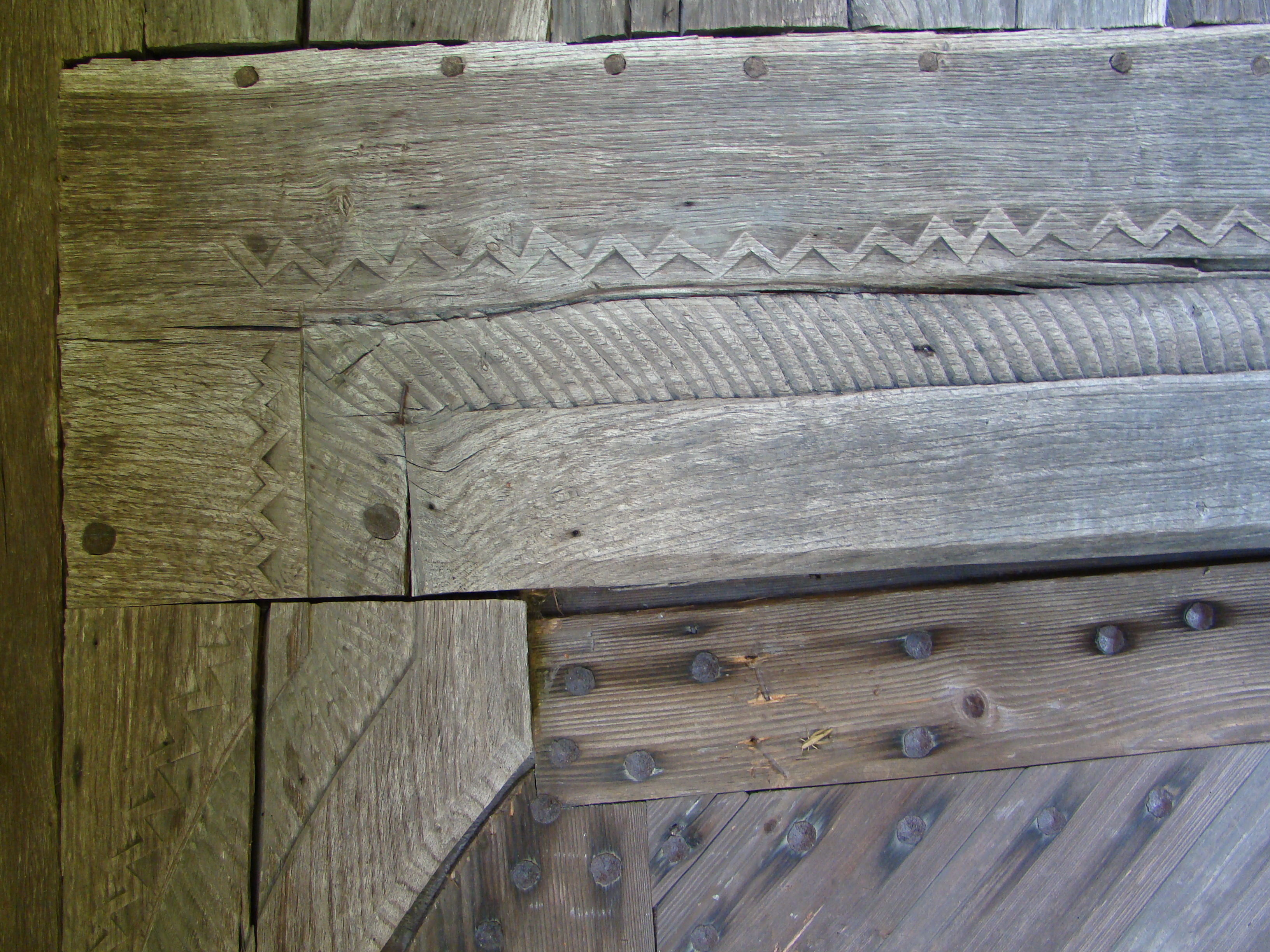
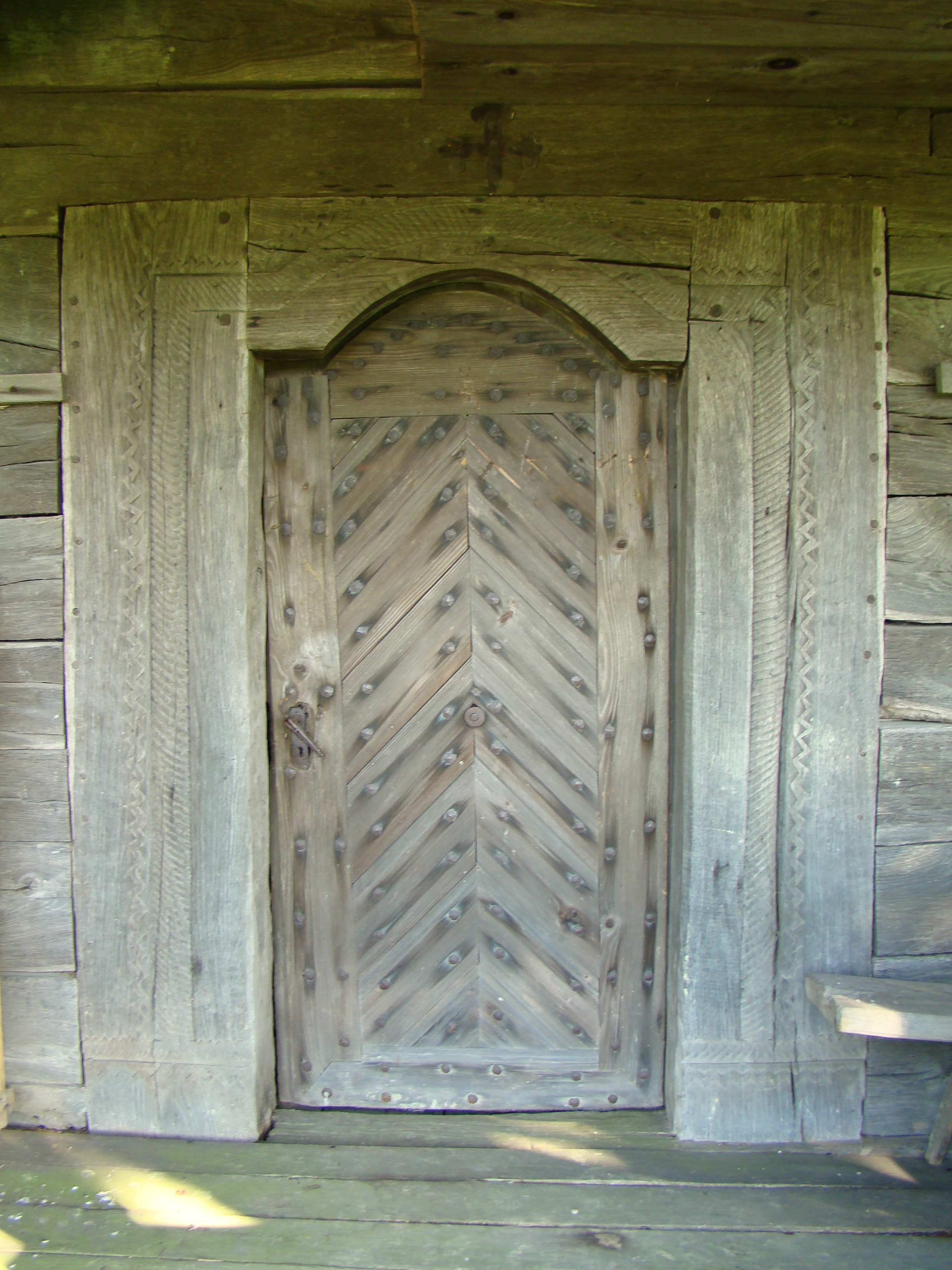
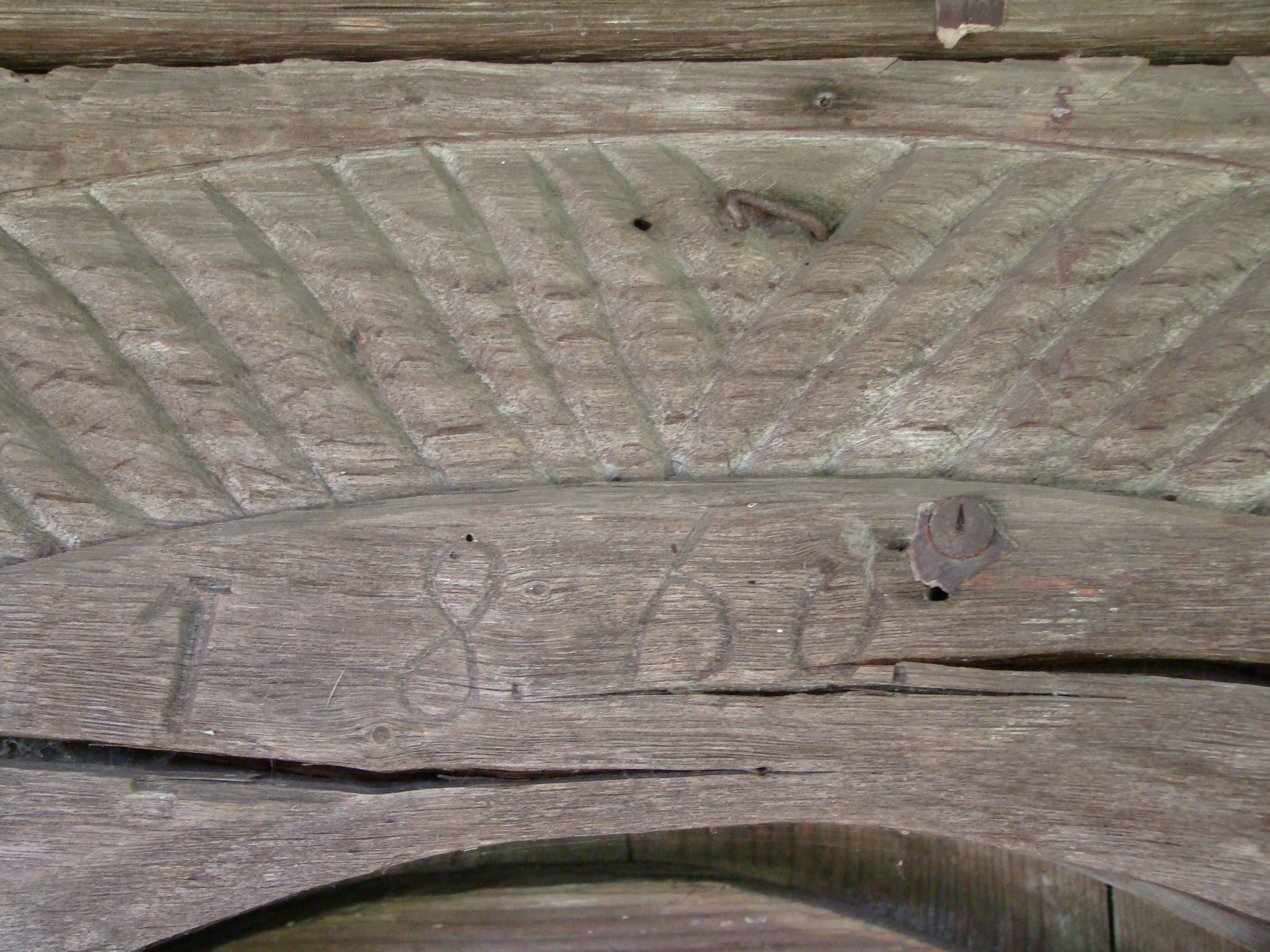
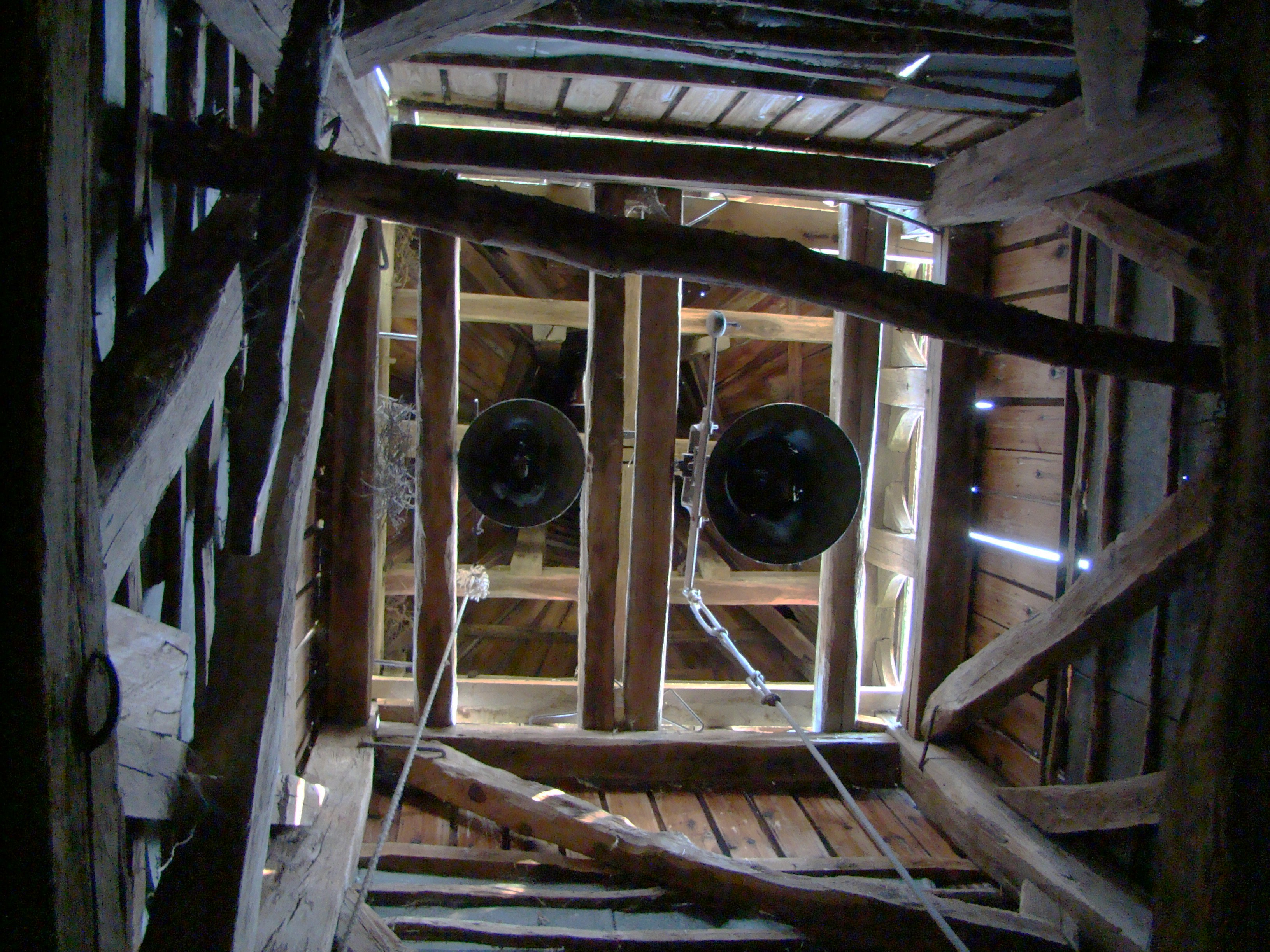

## Imagini din interior

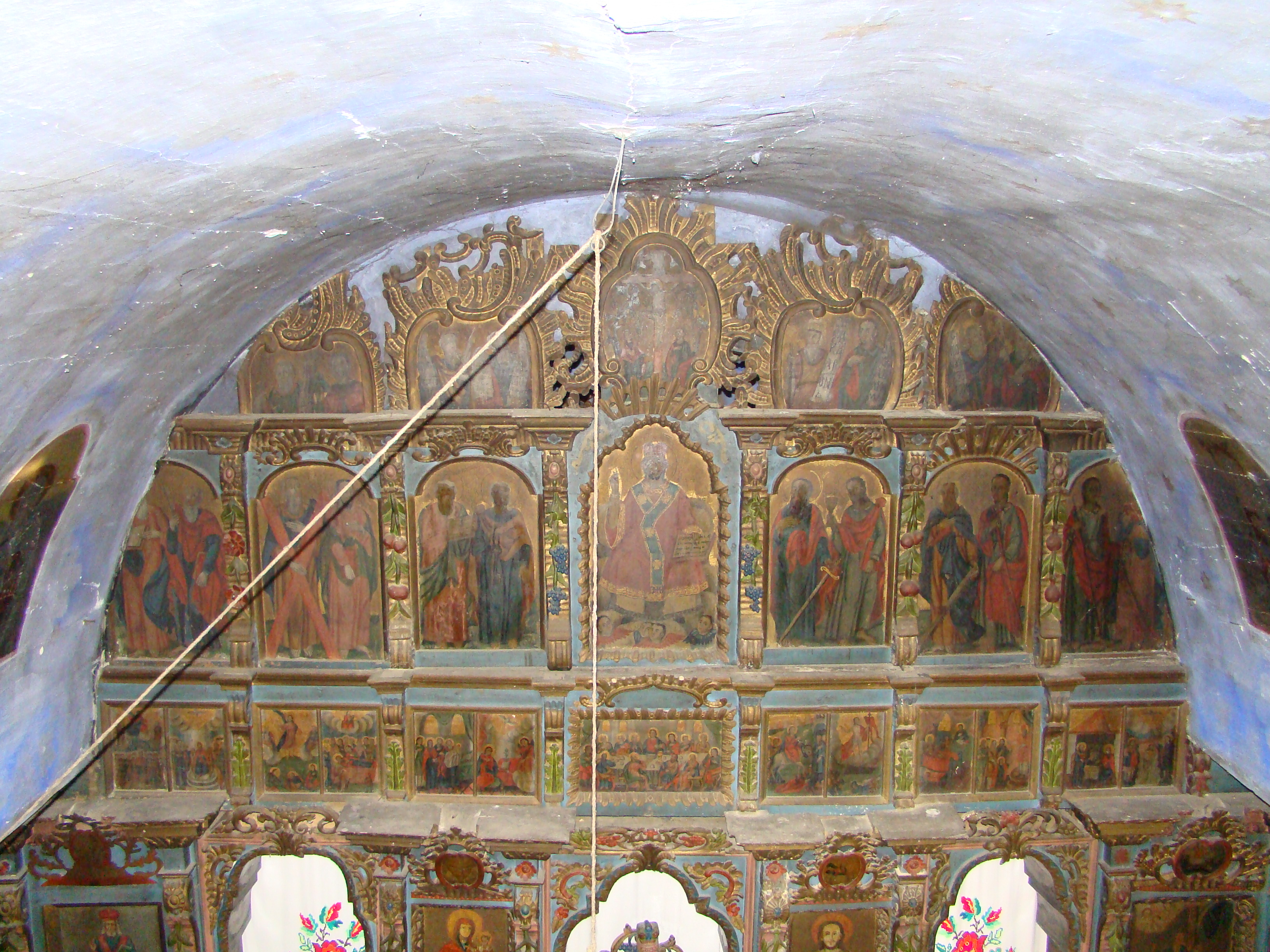
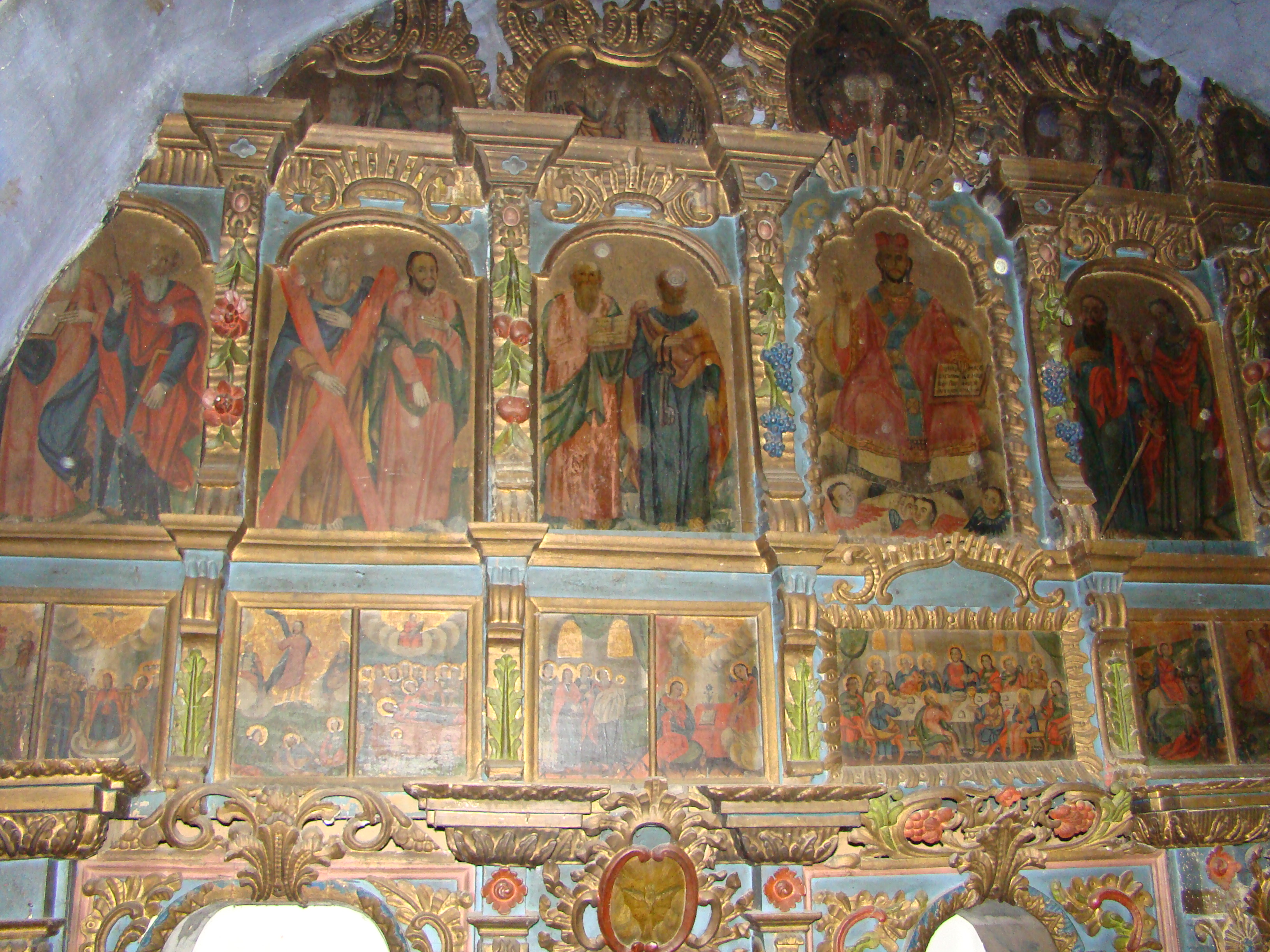
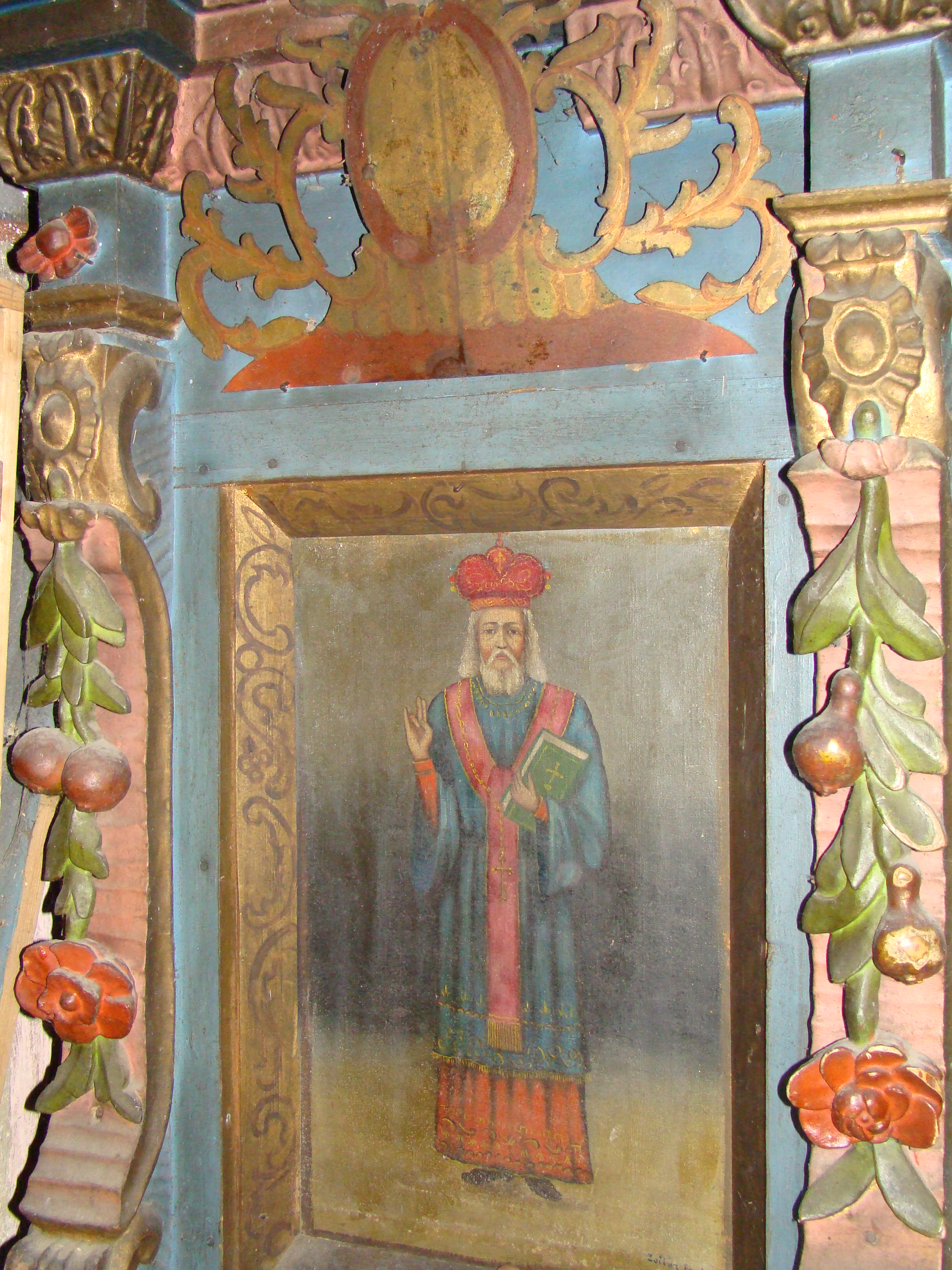
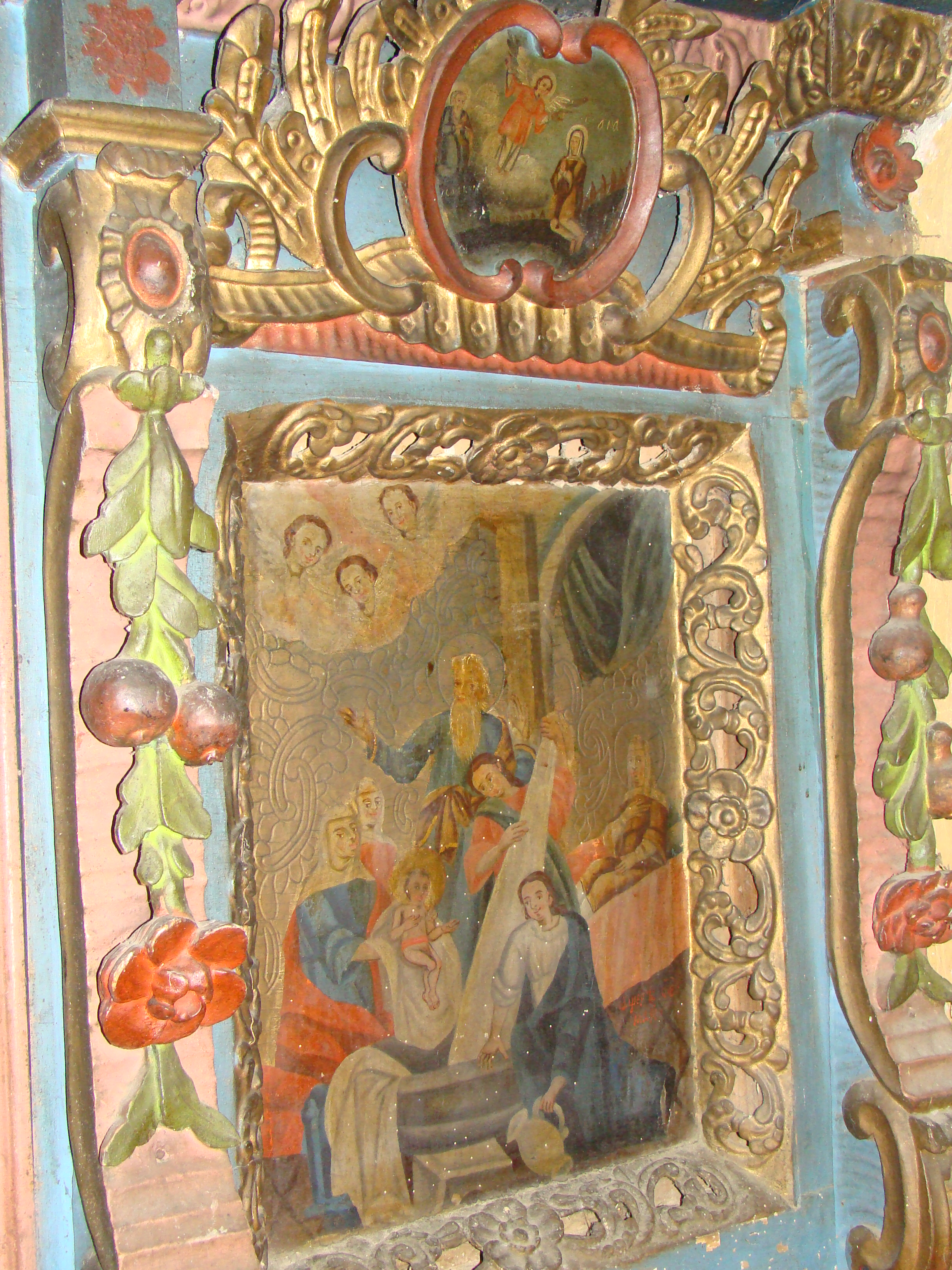
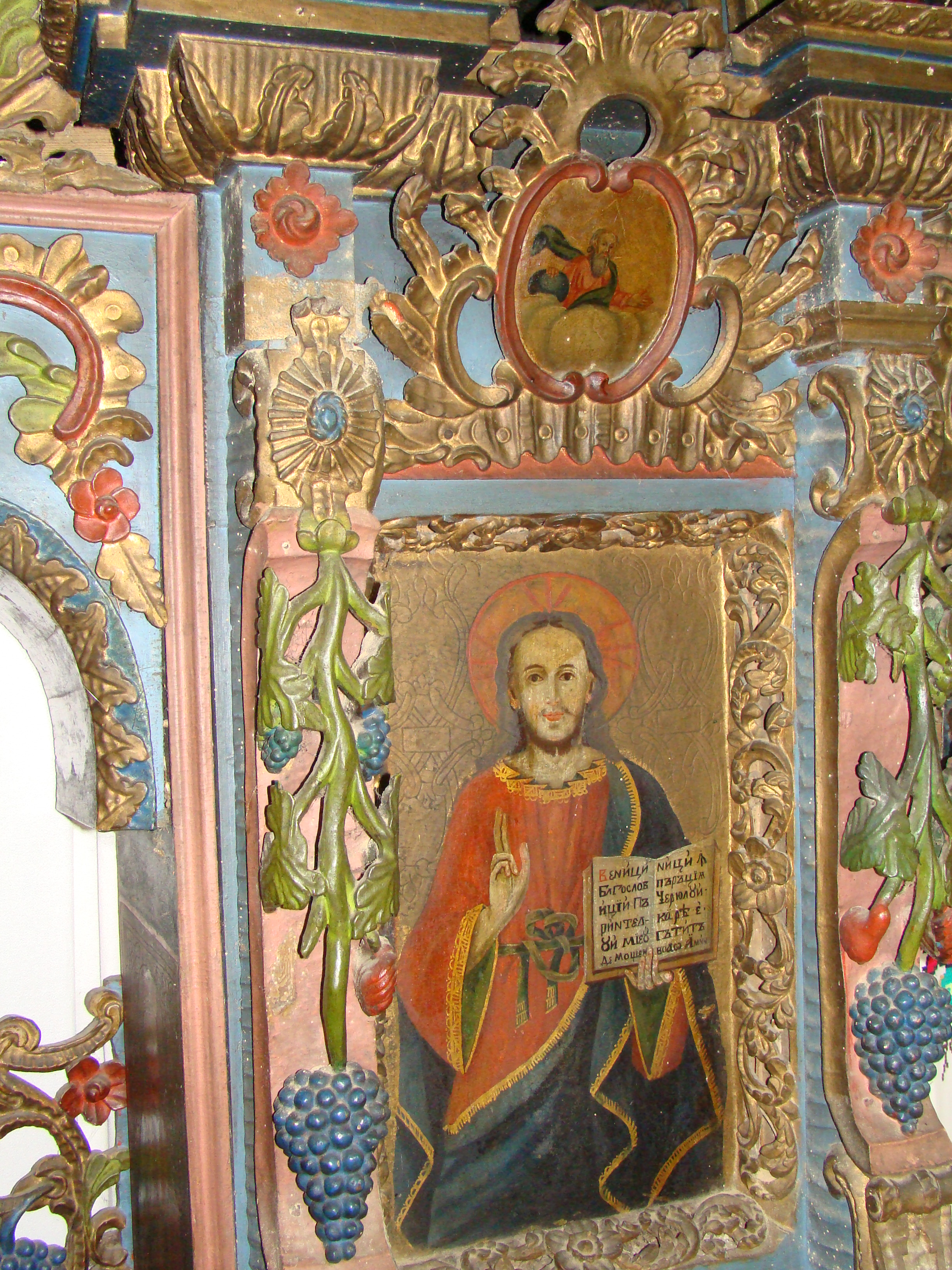
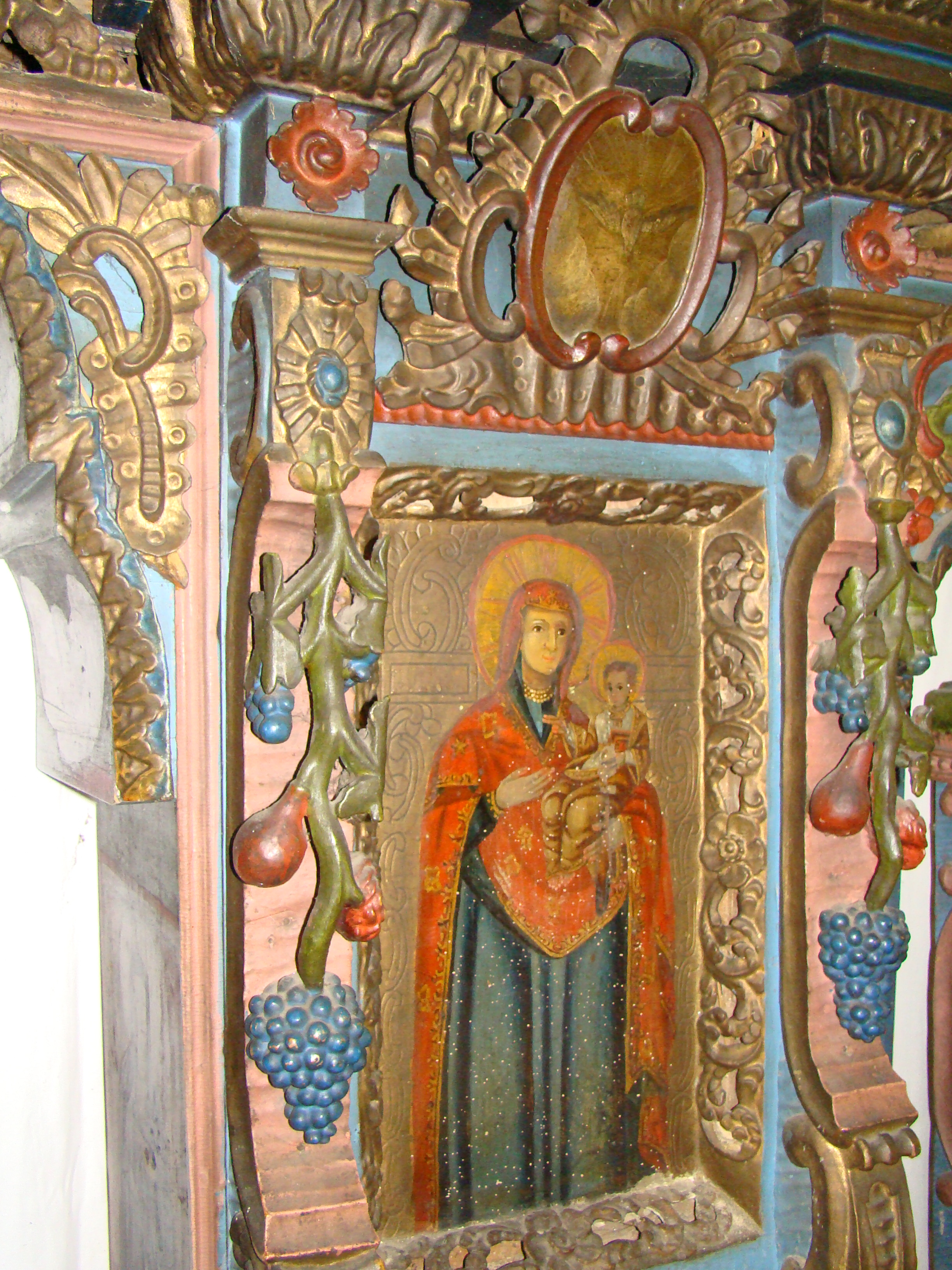
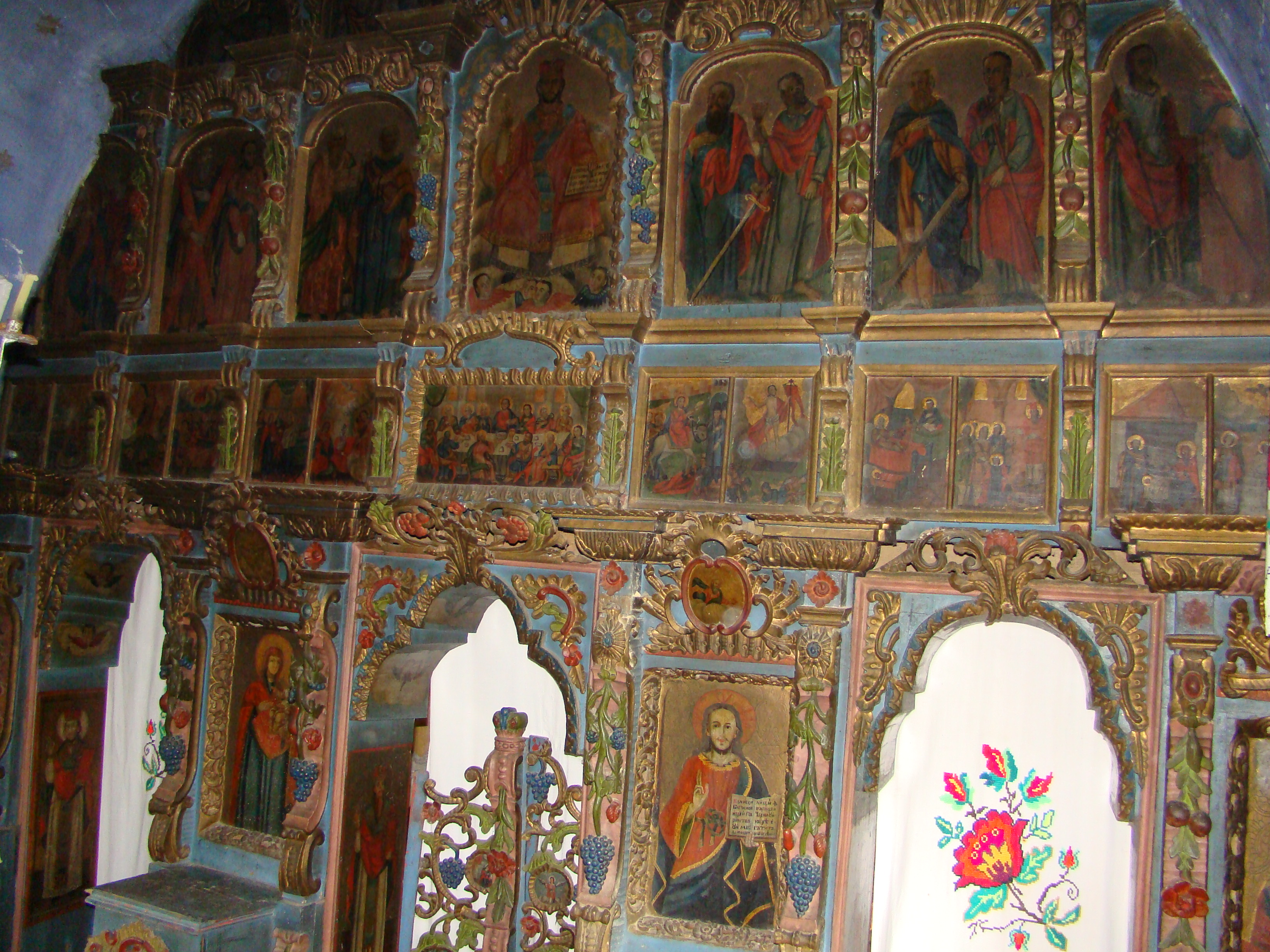
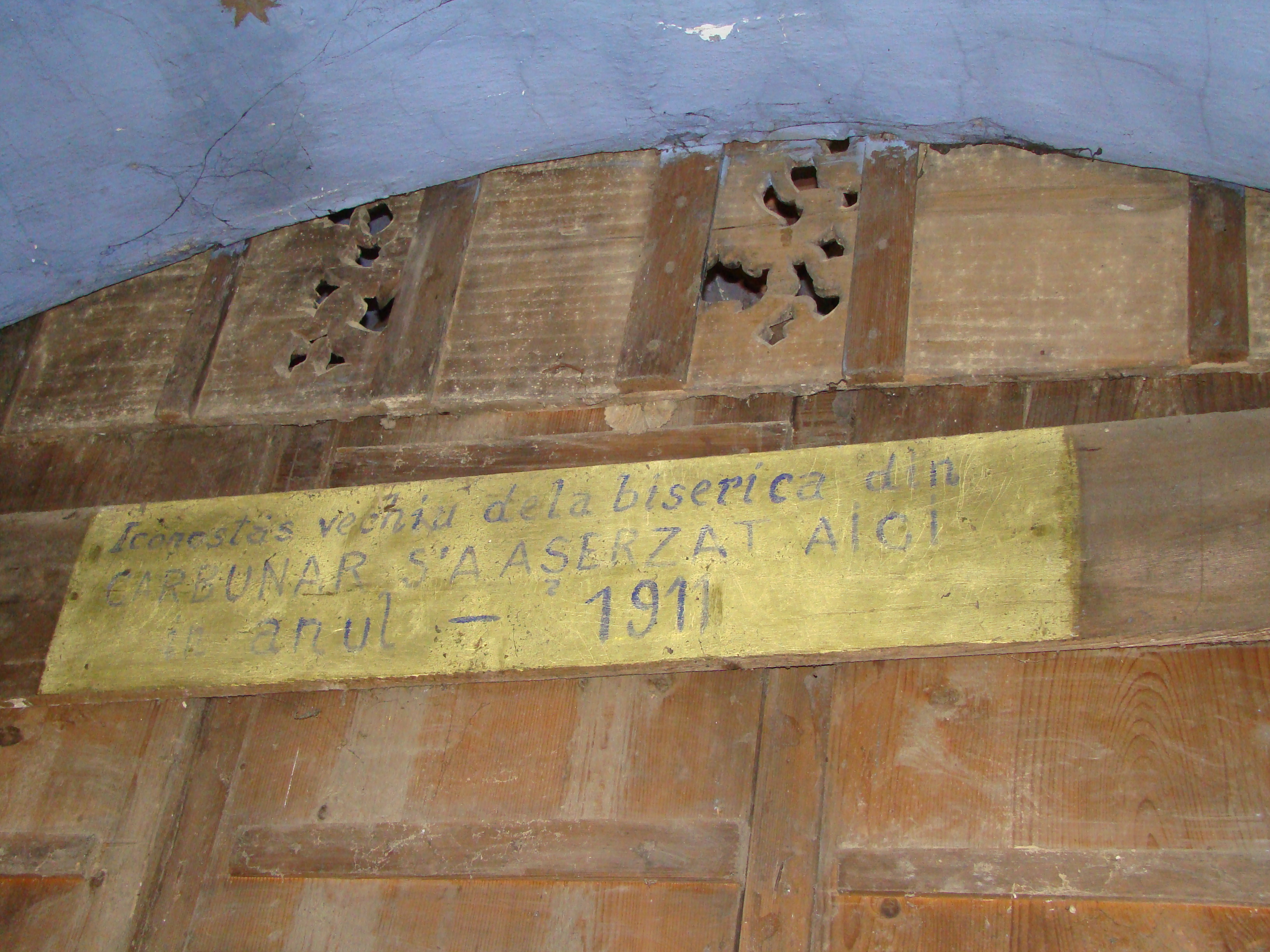